# Robo Trái Cây
Robo Trái Cây (tiếng Trung: 果宝特攻; bính âm: Guǒ bǎo tègōng; tiếng Anh: Fruity Robo, Hán Việt: Quả Bảo Đặc Công) là một bộ phim hoạt hình của Trung Quốc do Công ty  hoạt hình Lam Hồ (Quảng Châu) và Công ty văn hóa hoạt họa Alpha  (Quảng Đông) phối hợp sản xuất.
Bộ phim là phần sau của một phần phim ngắn gồm 20 tập mang tên Quả Đông Tam Kiếm Khách (tiếng Trung : 果冻三剑客). Khi phát hành vào các nước khác, bộ phim được được dịch bằng nhiều ngôn ngữ khác nhau như tiếng Hàn, tiếng Việt, tiếng Ả Rập,... Chương trình hoạt hình 3D và có tính hài hước cùng hình ảnh sinh động bên cạnh và có các yếu tố tương lai, chẳng hạn như các robot. Hiện tại bộ phim đã có 4 phần được phát sóng ra các nước khác. Phần 5 là phần cuối cùng của bộ phim hiện tại đang chờ phát sóng rộng rãi ra ngoài thị trường. Mỗi phần có 52 tập phim và dài khoảng 20 phút. Hiện nay có 4 phần, tổng cộng có 208 tập phim.  Kế hoạch sẽ có 5 phần trong bộ phim này, nhưng tùy theo xếp hạng và mức độ phổ biến, công ty có thể tiếp tục sản xuất thêm nhiều phần mới nữa.
Ở Việt Nam, bộ phim được Hãng phim Phương Nam thuyết minh và phát hành phần 1 và phần 2 của bộ phim và cũng từng được phát sóng trên kênh thiếu nhi Bibi của Truyền hình cáp Việt Nam (phần 1 thuyết minh giọng miền Bắc). Trên Youtube và các trang mạng khác, bộ phim được trình chiếu với 4 phần, phần 5 hiện tại ở Việt Nam vẫn chưa phát sóng, đang chờ phát sóng tại thị trường nội địa.

## Giới thiệu
Với loạt nhân vật robot mang hình dạng của những trái cây quen thuộc như: Táo, Quýt, Thơm, Dừa, Măng Cụt, Dâu, Chuối... Robo trái cây nói về câu chuyện ly kỳ về Thế giới Trái Cây. Nơi đó những Robo trái cây biết bảo vệ lẽ phải, bảo vệ quê hương và đồng loại. Biết đoàn kết, yêu thương nhau tạo nên những sức mạnh siêu nhiên phi thường và đầy lòng quả cảm. Họ sẵn sàng chống lại kẻ thù bằng bất cứ giá nào để bảo vệ môi trường, bảo vệ trái đất, và Robo trái cây cũng mang trong mình một trái tim nhân ái.

## Cốt truyện

### Phần tiền truyện: Quả Đông Tam Kiếm Khách (2007)
Tam kiếm khách Trái Cây là ba học sinh của Học viện Trái Cây. Ba người có xuất thân khác nhau: Quýt Ú xuất thân từ gia đình kiếm khách hạng ba; Thơm Lùn sinh ra ở một gia đình bình thường; Táo Ngố xuất thân từ một gia đình giàu có. Một người muốn trở thành một chiến binh mạnh mẽ để giúp ích cho việc xây dựng quê hương; một người muốn trở thành triệu phú; người còn lại muốn có nhiều thức ăn mà không bao giờ có thể ăn hết được. Trong quá trình luyện tập võ thuật, cả ba đã vui đùa và bày trò rất nhiều. Các sư phụ vừa giận vừa thương họ. Sau khi luyện tập chăm chỉ, cả ba cuối cùng đã lần lượt vượt qua các bài kiểm tra với độ khó khác nhau của các sư phụ, và họ đã sẵn sàng xuống núi.
Đối thủ của Tam kiếm khách Trái Cây là Bốn tên Nhí Nhố, Lùn Nghịch Ngợm, Vua Bóng Đêm, Chuyên Gia Gây Rối và Võ Sư Một Mắt. Chúng lần lượt phải nhận thất bại trước Tam kiếm khách Trái Cây. Cuối cùng, Bốn tên Nhí Nhố trở nên tức giận và tập hợp lại với nhau và thề sẽ đánh bại Tam kiếm khách Trái Cây.
Và chúng có một âm mưu lớn hơn, đó là bán bản đồ phòng thủ biên giới của đất nước để đổi lấy những phần thưởng khổng lồ từ nước kẻ thù. Vì sự an toàn của quốc gia, Tam kiếm khách Trái Cây đã xuất hiện và nhiều lần chiến đấu nhiều lần với Bốn tên Nhí Nhố. Từ Shanzhai Dou đến thủ đô, và từ thủ đô đến biên cương, cuối cùng cả ba đã đánh bại Bốn tên Nhí Nhố và trở thành anh hùng dân tộc.

### Phần 1 (2009)
Khi nghe được việc Công xưởng Trái cây dùng người dân ở Thế giới Trái Cây để mua bán với loài người và thu lợi, còn làm độc chết Đài sen Cầu vồng ngự trị tại tầng thứ bảy của Hoa Quả Sơn, Đội Trái cây Đặc nhiệm, một nhóm các thành viên của Học viện Trái cây (quýt, dâu, thơm, đào, táo và nho) bắt đầu chuyến hành trình lên tầng thứ sáu của Hoa Quả Sơn để phá hủy Nhà máy Chế biến Trái cây độc ác và giải cứu Đài sen Cầu vồng. Tuy nhiên, sau này họ biết được Chúa tể Thanh Long (chủ Nhà máy Chế biến Trái cây) vô tội. Kẻ đầu độc Đài sen là Công tước Xấu xa (một tên sai vặt của Chúa tể Thanh Long), hắn còn ra lệnh cho các tay sai của hắn lan truyền tin đồn ác ý về Công xưởng Trái cây của Chúa tể Thanh Long giành được vai chính của bộ phim (thật ra đây là một cốt truyện giả tưởng, nhân vật Công tước Xấu xa tìm mọi cách giành vai chính của bộ phim cũng là một mảng biến trong phim của tác như một trò chơi đóng vai). Cậu đã dùng thủ đoạn để cướp Robo của các Sư phụ Trái Cây và chiến đấu chống lại nhóm Trái cây Đặc nhiệm trên tầng thứ bảy của ngọn núi. Tầng thứ bảy dưới sự chiến đấu của hai bên liên tục bị đe dọa và có nguy cơ bị sụp đổ, điều này sẽ khiến cả thế giới bị phá hủy, vì vậy trong khi họ chiến đấu, Chúa tể Thanh Long và các người bạn của ông để dùng Robo của mình kết hợp lại và cố gắng giữ cho tầng thứ bảy không bị rơi xuống. Các thành viên của nhóm Trái cây Đặc nhiệm từng người một bị bọn người của Công tước Xấu xa đánh bại, trong khi nhóm của Chúa tể Thanh Long đang chống đỡ đến sức lực cuối cùng. Người mạnh nhất cũng là người cuối cùng của nhóm là Quýt Ú cũng bị tiêu diệt. Tuy nhiên, toàn bộ đội đã nhanh chóng được hồi sinh lại và Robo của họ được nâng cấp lên chế độ vàng. Nhưng họ nhân ra rằng nhóm của Chúa tể Thanh Long đã hết sạch năng lượng để chống đỡ nên họ không thể chiến đấu ở trên tầng thứ bảy được, họ bỏ vũ khí, ngừng chiến đấu để giữ tầng thứ bảy thay cho Chúa tể Thanh Long. Đúng lúc đó Công tước Xấu xa nhận ra rằng mình không thể nào trở thành nhân vật chính vì mình quá ác độc, vì vậy anh đã phục hồi Đài sen Cầu vồng. Và cuối cùng tất cả cư dân của Thế giới Trái cây tổ chức một lễ kỷ niệm làm tầng thứ bảy rơi xuống...

### Phần 2 (2012)
Phần 2 được viết tiếp theo câu chuyện của phần 1. Khi các thành viên của Học viện Trái cây đến thăm Học viện Ninja do Chúa tể Thanh Long thành lập và Tứ Đại Ác Nhân (gồm bốn tên thuộc hạ của Giáo chủ Thanh Long: Lùn Nghịch ngợm, Vua Bóng đêm, Chuyên gia gây rối và Võ sư Một mắt), bi kịch bắt đầu khi nhóm của Quýt Ú, Thơm Lùn và Táo Ngố lên tầng thứ bảy và phát hiện ra âm mưu của Chúa tể Thanh Long, nhưng thật không ngờ Chúa tể Thanh Long lại vu oan cho ba người họ tội khi sư diệt tổ (hắn giết chết Sư phụ Mận và làm Giáo sư Dừa bị điên rồi đổ oan cho họ) và đánh ba người họ rơi xuống Hoa Quả Sơn.
Mọi chuyện bắt đầu từ việc Học viện Trái cây không thấy có ai vào học, mọi người đều bối rối. Công tước Xấu xa nói rằng tại vì có một Học viện Ninja được thành lập khiến mọi người đến đăng ký làm học viên nên không ai đến đây học cả. Họ lập tức tới Học viện Ninja của Giáo chủ Thanh Long và Tứ Đại Ác Nhân để xem thử. Trong khi các Võ sĩ Trái cây từ các phái đến khiêu chiến Học viện Ninja ở tầng sáu thì Giáo sư Dừa và Sư phụ Mận lên tầng thứ bảy phát hiện ra âm mưu đem người dân của Thế giới Trái cây đến Thế giới Loài người. Quá tức giận, họ khiêu chiến với Chúa tể Thanh Long bị thất bại. Nhóm của Quýt Ú nghi có chuyện chẳng lành nên vội lên trên đó xem thử và đúng lúc họ tận mắt nhìn thấy Chúa tể Thanh Long giết Giáo sư Dừa và sư phụ Mận. Sau đó, giáo viên của họ và các cô gái đến tầng bảy, và họ đã bị vu oan tội giết chết sư phụ. Kể từ đó, họ bị tất cả cư dân của Thế giới Trái cây hiểu lầm và căm ghét. Nghi ngờ rằng có thể đã có một âm mưu lớn hơn phía sau Học viện Ninja, họ lại một lần nữa tính phi lên Hoa quả Sơn. Cuối cùng, họ đã lên đến tầng sáu, nơi mà họ bị Chúa tể Thanh Long vu khống. Sau đó, họ phát hiện ra rằng thực sự là có một âm mưu phía sau trường học. Giáo chủ Thanh Long đã làm giao kèo với một con người có biệt danh là Ninja Rùa (hay Quy Thế Công). Hắn chính là người đã cứu tầng bảy của Hoa Quả Sơn để hòng nhờ tay của nhóm người của Chúa tể Thanh Long làm việc cho hắn.
Mục đích chính của hắn là gây xung đột giữa nhóm người của Chúa tể Thanh Long và Học viện Trái Cây để làm Ngư Ông Đắc Lợi và bắt Học viện Ninja cung cấp Trái Cây để hắn chém trong trò chơi Fruit Ninja (trò chơi của Halfbrick Studios, còn được biết đến ở Việt Nam với tên gọi Chém hoa quả) của loài người. Đội Trái cây Đặc nhiệm, cùng với nhiều trái cây khác đã chiến đấu chống lại hắn, hắn nói rằng hắn không quan tâm đến sự tồn tại của Thế giới Trái cây mà chỉ dùng cư dân để làm thú mua vui cho loài người. Nhiều người đã chết vì lưỡi đao của hắn, bao gồm cả người của học viện Trái cây, nhưng họ đã được hồi sinh trở lại. Cuối cùng, họ đã dùng quả bom của Công tước Xấu xa (thực chất là Ninja Rùa đưa cho cậu mà hắn lại quên mất) quăng đến Ninja Rùa làm Robo chiến đấu và thanh đao của hắn bị nổ tung và thổi bay hắn ra khỏi Thế giới Trái Cây và làm hắn ta trở về thế giới con người, cứu thế giới khỏi bị hủy diệt. Nhưng hắn thề sẽ hủy diệt Thế giới Trái Cây một lần nữa...

### Phần 3 (2014)
Phần 3 được viết tiếp theo câu chuyện của 2 phần trước. Khi các thành viên của đội Robo Trái cây và người của Giáo chủ Thanh Long mở ra một cuộc thi "Ai có phát minh xuất sắc nhất" để tìm xem ai trong số họ đạt được danh hiệu này. Bỗng nhiên Ninja Rùa(ở phần này gọi là Quy Thế Công) xuất hiện phá hủy cuộc thi. Các chiến binh triệu hồi hợp thể các Robo Trái Cây để ngăn chặn Quy Thế Công. Nhưng hắn đã nhanh hơn một bước và phá hủy Đài sen cầu vồng. những tưởng Thế giới Trái cây sẽ bị diệt vong nhưng không ngờ sau khi bị phá hủy Đài sen Cầu vồng hóa thành Đài sen Tam sắc. Giáo sư Dừa bảo là đó chính là hình ảnh nguyên thủy của Đài sen Cầu vồng và là nguyên liệu để hồi sinh Đài sen. Nhưng liệu họ có ngăn cản Quy thể Công lấy đi Đài sen Tam sắc được hay không?
Câu chuyện bắt đầu từ cuộc thi. Mở đầu là những là ảnh của bộ phim hoạt hình thường, không phải hoạt hình 3D. Ai nhìn vào cũng tưởng rằng bộ phim này từ motif 3D chuyển sang motif thường. Nhưng thực ra đó chỉ là hình ảnh minh họa do các thành viên làm ra. Khi MC của cuộc thi tuyên bố người thắng cuộc thì biến cố ập đến do sự trả thù của Quy Thế Công. Sau khi Đài sen Cầu vồng biến thành Đài sen Tam sắc. các thành viên của Robo Trái cây đã đến chậm một bước, hắn đã phá hủy Đài sen màu xanh và màu hồng, chỉ còn lại Đài sen màu vàng. Trước tình hình đó, Thơm Lùn cố gắng hết sức đã thoát ra ngoài Thất Tinh Siêu Robo đã giành lấy Đài sen cuối cùng. Và cậu ta đã làm được điều đo. Nhưng Quy Thế Công lại giành Đài sen đó với Thơm Lùn và trong khi xô xát đã tạo ra hiệu ứng, làm mở ra lỗ đen thời gian. Hai người bị cuốn vào đó và làm Đài sen bay mất. Thơm Lùn cố nắm lấy nhưng lại bị Quy Thế Công kéo lại, sau một hồi giành giật nhưng không được, hắn bị Thơm Lùn đá bay vào không gian khác. Còn Thơm Lùn thì bị cuốn vào Thế giới mà Đài sen lúc nãy bị cuốn đi. Cuối cùng, cậu cũng lấy lại được nhưng cậu đã đi vào thời Tam Quốc. Cậu nhớ lời Giáo sư Dừa nói là phải thu thập được cả ba đài sen thì mới thoát ra được. Thế là cậu gặp được hai người bạn Quýt Ú và Táo Ngố, nhưng dường như họ không hề nhận ra cậu. Sau đó, ba người họ đã triệu hồi được Robo của mình. Họ cùng nhau chiến đấu với thế lực nước Ngô của Giáo sư Dừa và nước Ngụy của Giáo chủ Thanh Long. Và bản thân họ tượng trưng cho nhà Thục (đây là phần đầu tiên của bộ phim mà Thơm Lùn thủ vai chính thay vì Quýt Ú). Sau nhiều cuộc chiến diễn ra gay gắt giữa ba nhà, họ nhận ra rằng phải đoàn kết lại để chống lại Quy Thế Công. Cuối cùng, Thơm Lùn và Quy Thế Công bị cuốn vào lỗ đen thời gian một lần nữa. Trong lần này, Quy Thế Công bị cuốn mãi mãi vào khoảng không thời gian, còn Thơm Lùn thì bị rơi vào Thế giới Loài người. Mọi chuyện sau đó như thế nào đây?...

### Phần 4 (2017) (Phần ngoại truyện)
Trong giang hồ của thế giới Trái cây, võ thuật là thứ được con người truy phủng nhiều nhất!  Trong số đó, Chính giáo mới do ba vị đại hiệp trái cây: Tranh Lưu Hương (Quýt Ú), Ba La Xuy Tuyết (Thơm Lùn), Lục Tiểu Quả (Táo Ngố) thành lập là nổi tiếng nhất. Bộ ba tự xưng là ba kiếm khách trái cây ở trong giang hồ hành hiệp trượng nghĩa. Họ dùng sức mạnh của mình bảo vệ kẻ yếu nên được muôn dân sùng bái. Tuy nhiên, tại lễ kỷ niệm 3 năm của Chính Giáo, Tứ đại ác tặc hoành không xuất thế đã đánh bại ba kiếm khách, sau đó thay đổi Chính giáo thành Oai Giáo, và loại bỏ các giáo phái khác, bắt giữ dân làng khiến cho giang hồ vốn bình yên trở nên náo loạn.
Để giải cứu thôn dân và khôi phục Chính giáo, trong giang hồ, kỳ nhân Phong Thanh Dương cũng trong cùng Chính phái đã âm thầm trợ giúp ba kiếm khách đánh bại những quái vật và lấy đủ áo giáp thăng cấp robo, sau đó đi đến chỗ của Tứ đại ác tặc. nhóm Trương Tử Di (Dâu Con) và Tiểu Quả Đinh cùng những người khác đã trải qua một thời gian khó khăn nhưng rồi tất cả cũng ổn.  Mặc dù luôn khó khăn hết lần này đến lần khác, nhưng họ với sự kiên trì, không bao giờ từ bỏ, cuối cùng cũng đã đánh bại Tứ đại ác tặc và đưa Chính giáo trở lại.
Khi họ nghĩ rằng họ đã chiến thắng thì chủ sứ đứng đằng sau chỉ đạo Tứ đại ác tặc- Đông Phương Cầu Bại (Chúa Tể Thanh Long) xuất hiện. Sau rất nhiều nỗ lực cùng với sự giúp đỡ của nhóm các sư phụ thì cuối cùng họ đã đánh bại được cái ác, nhưng họ đã hy sinh vì thế giới trái cây.
Lưu ý: Cảnh cuối cùng của tập cuối là cảnh Tứ đại ác tặc đang trong quá trình quay phim.
Phần 4 không liên quan đến cốt truyện chính của bộ phim.

### Phần 5 (?)
Tiếp nối phần 3, diễn biến câu chuyện khi Thơm Lùn và Quy Thế Công đến thế giới loài người.

## Nhân vật

### Học viện Trái Cây

#### Robo Trái Cây
- Quýt Ú (tiếng Trung: 橙留香; Hán-Việt: Tranh Lưu Hương; bính âm: Chéng liú xiāng) xuất thân là một kiếm khách nghèo khổ nhưng cậu có chí hướng và ước mơ trở thành một chiến binh mạnh mẽ để giúp ích cho việc xây dựng quê hương. Là trưởng nhóm đội Robo Trái Cây nam, tuy cậu không giàu và biết làm thơ như Táo Ngố, không thông minh và điển trai bằng Thơm Lùn, cậu cũng không biết nói lời ngọt ngào, nhưng cậu có một trái tim ngay thẳng. Tuy hơi liều lĩnh, nhưng đó không phải yếu đuối mà ngược lại, cậu là một người đàn ông dũng cảm, để thực hiện ước mơ, nhiều lần phải trả giá bằng mạng sống của mình, sức mạnh công lý trong cậu đã đánh thức cậu. Một lần cậu bị Chuyên gia gây rối đánh bại và bị nhiễm phóng xạ hạt nhân đã làm thay đổi DNA của cậu. Cơ thể của cậu đã bị đột biến làm cho cậu trở thành một chiến binh vô cùng phi thường. Cậu có tình cảm với Dâu Con. Cậu sinh ngày 2/5, nhóm máu A, chiều cao 130 cm, cân nặng 27 kg, thuộc cung Kim Ngưu.

Robot chiến đấu của cậu là Quýt Kiếm Sĩ (giản thể: 香橙战宝; phồn thể: 香橙戰寶; Hán-Việt: Hương Tranh Chiến Bảo; bính âm: Xiāng chéng zhàn bǎo): Được triệu hồi từ kiếm Thánh Đạo do Giáo sư Dừa trao cho. Phần 1 kiếm có hình dạng như dao phay, điều đó ám chỉ cậu phải chặt hay đâm một thứ gì đó giống như Thơm Lùn, và rồi Quýt Kiếm Sĩ đã được triệu hồi do cậu có ý định tự đâm vào tim mình khi bị Lùn Nghịch Ngợm bắt giam. Robo có motif kiếm sĩ và quả quýt (riêng phần 4 có thêm motif bọ cánh cứng). Đây là Robo duy nhất được nâng cấp không cần ngọc sen cầu vòng trong phần 2. Riêng phần 3 cậu sử dụng Thanh Long Nguyệt Đao để triệu hồi và nâng cấp Quýt Kiếm Sĩ thời Tam Quốc. 
- Thơm Lùn (tiếng Trung: 菠萝吹雪; Hán-Việt: Ba La Xuy Tuyết; bính âm: Bōluó chuīxuě): sinh ra ở một gia đình bình thường. Cậu là một người điển trai dễ làm thu hút thích các cô gái, và cũng là thành viên có vô số tật xấu trong đội (tham tiền, hám sắc, tự cao...) nhưng cậu rất thông minh. Cậu là trưởng nhóm đội Robo Trái Cây Tam Quốc trong phần 3. Một lần làm quen với Bé Điệu, cậu có tình cảm với cô. Cuối cùng cậu nhận ra tình yêu đích thực của mình là Đào Tròn. Cậu cũng tiết lộ rằng đã từng thôi miên Đào Tròn để khiến cho cô ấy gặp cậu. Cậu sinh ngày 26/2, nhóm máu: AB, cao 133 cm, nặng 28 kg. Cậu thuộc cung Song Ngư.

Robot chiến đấu của cậu là Thơm Giác Đấu (giản thể: 菠萝战宝; phồn thể: 菠蘿戰寶; Hán-Việt: Ba La Chiến Bảo; bính âm: Bōluó zhàn bǎo): Được triệu hồi từ thanh kiếm Mây Hồng đã bị phong ấn, Giáo sư Dừa nói rằng muốn triệu hồi được Robo thì phải giết chết một con bạch xà chúa. Robo có motif chiến binh cầm song kiếm và quả thơm (riêng phần 4 có thêm motif bọ ngựa). Thơm Lùn cũng là thành viên duy nhất trong nhóm có 2 Robo Trái Cây cùng một chủ nhân là Thơm Giác Đấu nguyên bản (Robo được nâng cấp bằng ngọc sen cầu vồng trong phần 2) và một Thơm Giác Đấu thời Tam Quốc mà cậu triệu hồi từ Uyên Ương Song Kiếm trong phần 3.
- Táo Ngố (giản thể: 陆小果; phồn thể: 陸小果; Hán-Việt: Lục Tiểu Quả; bính âm: Lùxiǎoguǒ): Xuất thân từ một gia đình giàu có (cha cậu là Táo Phú ông - Lục Tiểu Phụng). Cậu thích làm thơ, đếm số nhưng luôn đếm sai. Cậu có tật chảy nước mũi và tham ăn, từng thi đỗ Trạng nguyên Trái cây. Cậu có tình cảm với Nho Xinh, hay làm thơ cho cô ấy nghe. Tính tình có hơi ngô nghê nhưng rất từ bi và hào phóng. Cậu sinh ngày 9/2, cao 128 cm và nặng 30 kg. Cậu có nhóm máu O, thuộc cung Bảo Bình.

Robot chiến đấu của cậu là Táo Thiện Xạ (tiếng Trung: 小果戰寶; Hán-Việt: Tiểu Quả Chiến Bảo; bính âm: Xiǎo guǒ zhàn bǎo): Được triệu hồi từ thanh kiếm Thiên tướng. Robot có motif súng bắn tên lửa-song pháo và táo xanh (riêng phần 4 có thêm motif bọ cạp). Robo của cậu ở phần đầu thường bắn hụt, nhưng khi kết hợp với Nho Tia Chớp trở thành "Song Kiếm Hợp Bích-Thiên Hạ Vô Địch" thì tình trạng đã được khắc phục. Riêng phần 3 cậu sử dụng Bát Xà Mâu để triệu hồi và nâng cấp Táo Thiện Xạ thời Tam Quốc.
- Dâu Con (tiếng Trung: 上官子怡; Hán-Việt: Thượng Quan Tử Di; bính âm: Shàngguān zi yí): Là một tiểu thư nhà giàu. Cô là người dễ hòa đồng, sống khép kín, có phần hơi bướng bỉnh và đôi khi ăn nói sắc sảo. Cô có tình cảm với Quýt Ú. Là trưởng nhóm đội Robo Trái Cây nữ, đôi lúc cô còn tỏ ra khoan dung vì căn bản cô là một cô gái tốt bụng. Cô là con gái của Trương Tam Phong và Thượng Quan Kim Hồng. Cô sinh ngày 1/1, có nhóm máu A, cao 130 cm và nặng 25 kg. Tên thật của cô là Trương Tử Di. Cô thuộc cung Ma Kết.

Robot chiến đấu của cô là Dâu Tây Thợ Săn (giản thể: 草莓战宝; phồn thể: 草莓戰寶; Hán-Việt: Thảo Mai Chiến Bảo; bính âm: Cǎoméi zhàn bǎo): Được triệu hồi từ thanh kiếm Ngạo Tôn (còn gọi là kiếm Danh Dự). Robot có motif robot tên lửa và dâu tây (riêng phần 4 có thêm motif bướm).
- Đào Tròn (giản thể: 梨花诗; phồn thể: 梨花詩; Hán-Việt: Lê Hoa Thi; bính âm: Líhuā shī): Sinh ra trong một gia đình có nhiều đau thương, nên cô rất nhạy cảm. Đào Tròn rất hay nói lắp, nhưng rất thông minh, xinh đẹp. Cô là đội trưởng đội Robo Trái Cây nữ trong phần 3. Cô có tình cảm với Thơm Lùn. Khi biết Bé Điệu thích Thơm Lùn cô tỏ ra vô cùng tức giận. Đôi khi cô đánh Thơm Lùn vì cậu ấy trêu đùa cô. Cô sinh ngày 25/8, chiều cao hiện tại là 125 cm, nặng 22 kg, nhóm máu: AB. Cô thuộc cung Xử Nữ.

Robot chiến đấu của cô là Đào Thích Khách (giản thể: 蜜桃战宝; phồn thể: 蜜桃戰寶; Hán-Việt: Mật Đào Chiến Bảo; bính âm: Mì táo zhàn bǎo): Được triệu hồi từ thanh kiếm Phong Ảnh (còn được gọi là kiếm Gió). Robot có motif thích khách cầm song đoản đao và quả đào (riêng phần 4 có thêm motif chuồn chuồn). 
- Nho Xinh (tiếng Trung: 花如意; Hán-Việt: Hoa Như Ý; bính âm: Huā rúyì); Cô sinh ra trong một gia đình giàu có như Táo Ngố. Cô là người thẳng thắng thắn, vô tư và luôn tỏ ra lạc quan dù có thất bại. Cô ấy còn là một người tốt bụng, từ bi và đôi khi làm cho người khác cười. Cô có tình cảm với Táo Ngố, khi ở bên cậu cô luôn tỏ ra hiền lành và nghe lời cậu ấy. Cô ấy có một gương mặt xinh xắn, hồn nhiên và ngây thơ. Cô sinh vào ngày 1/4, cao 125 cm, nặng 22 kg, nhóm máu O và thuộc cung Bạch Dương.

Robot chiến đấu của cô là Nho Tia Chớp (giản thể: 葡萄战宝; phồn thể: 葡萄戰寶; Hán-Việt: Bồ Đào Chiến Bảo): Được triệu hồi từ thanh kiếm Tiên Vân (còn gọi là kiếm Mưa). Robot có motif robot cầm song gậy (ở phần đầu) hoặc cung tên lửa và mũi tên(ở các phần sau) và quả nho tím (riêng phần 4 có thêm motif ong).
- Bé Điệu (giản thể: 菠萝小薇; phồn thể: 集結戰寶; Hán-Việt: Ba La Tiểu Vi): Là một cô gái xinh đẹp, tốt bụng và hào hiệp, sống trong làng Thơm (phần đầu), núi Cổ Mộ (phần 2 và 3). Cô từng là tay sai của Chuyên gia Gây rối nhưng rồi cô thấy việc đó là nguy hại đến Thế giới Trái cây của mình nên cô quyết định trở thành thành viên của Đội Trái Cây Đặc Nhiệm. Lúc đầu vì ngưỡng mộ Thơm Lùn nên cô đem lòng thích cậu, sau này biết được người mà cậu ấy thích là Đào Tròn nên cô đành ôm mối tình giấu kín trong lòng. May thay, cô gặp được Công tước Xấu xa (ở phần 2) và cô quyết định sánh đôi cùng với cậu ấy. Cô sinh ngày 8/8, nhóm máu B, chiều cao: 142 cm, cân nặng 32 kg. Cô thuộc cung Thiên Yết. Cô ấy có hai biệt danh nổi bật là Bé Điệu và Cô Cô.

Robot chiến đấu của cô là Pino Do Thám (tiếng Trung: 集结战宝; Hán-Việt: Tập Kết Chiến Bảo): Được triệu hồi từ thanh kiếm Nhân Ái (thanh kiếm cuối cùng trong bảy thanh kiếm thần mà trước đây bị Chúa tể Thanh Long nắm giữ). Robot có motif máy bay do thám.
- Công tước Xấu xa (tiếng Trung: 小果叮; tiếng Trung: Xiǎo guǒ dīng- Tiểu Quả Đinh}}): Tính tình vui vẻ, hài hước và đáng yêu. Từng là tên sai vặt của Chúa tể Thanh Long (thực chất là nhân vật "phản diện ngầm" ở phần đầu). Cậu oán hận cách đối xử của Chúa tể Thanh Long với cậu nên cậu đã đầu độc Đài sen và lan truyền tin đồn Công xưởng Trái cây làm hại Thế giới Trái cây. Nhưng sau này cậu nhận ra hành động của cậu chẳng những không giúp cậu trở thành nhân vật chính mà ngược lại còn khiến mọi người căm ghét cậu. Sau này khi cậu cải tà quy chính, cậu gia nhập vào đội Robo Trái Cây và đã lập được công lớn nhờ vào quả bom của cậu mà đã thổi bay Ninja Rùa ra khỏi Thế giới Trái cây. Cậu cũng có nhiều phát minh giúp cho nhóm Quýt Ú nhưng tỉ lệ thành công chỉ là 50-50. Trong cuộc chiến với Tứ Đại Ác Nhân cậu bị bom nổ thổi bay cậu tới một ngọn núi thì được Bé Điệu cứu sống cậu bằng viên Ngọc Sen Cầu Vồng Nhân Ái. Vì nhớ ơn cô ấy nên cậu đã nảy sinh tình cảm với cô và sau này họ đã trở thành một cặp uyên ương trời định (phần 2). Cậu sinh ngày 4/12, do đó cậu thuộc cung Song tử. Cậu cao 140 cm, nặng 35 kg, nhóm máu AB.

Ở phần đầu, robot của cậu có vẻ "cùi bắp" nhất trong các loại robot chiến đấu, còn tệ hơn cả robot của mấy tên lính ở Công xưởng Trái cây. Phần sau cậu sử dụng chung Pino Do Thám với Bé Điệu. Riêng phần 3, cậu không có sử dụng chung mà chỉ vào ngồi "ké" để cố vấn chiến thuật mà thôi.

#### Cựu Robo Trái Cây
- Giáo sư Dừa (tiếng Trung: 疯清扬- Phong Thanh Dương, TIẾNG NHẬT: professo nutty-PROFESSO NUTTY): Là người sáng lập ra Học viện Trái Cây. Ông từng là sư huynh của Sư phụ Mận và Chúa tể Thanh Long. Ông là một người hơi có phần giống một vị ẩn sĩ, có những câu nói mang tính chất ngụ ngôn (như "Đừng bị vẻ bề ngoài đánh lừa", đôi khi ông còn tỏ ra hài hước để làm giảm bớt căng thẳng cho các học viên). Khi còn trẻ, ông có tình cảm sâu nặng với Sư phụ Mận nhưng rồi lúc biết rằng Chúa Tể Thanh Long cũng có tình cảm với bà ấy nên ông đành rút lui để tránh cảnh "huynh đệ tương tàn". Ông cũng là người nắm giữ ba thanh kiếm thần (kiếm Thánh, kiếm Xích Tiêu và kiếm Thiên Tướng) và trao chúng cho Quýt Ú, Thơm Lùn, Táo Ngố. Ông cũng có một con thú cưng là Độc Cô Cẩu (còn gọi là Thỏ Cô Đơn hay Cún Cô Đơn). Ông sinh ngày 14/6 và thuộc cung Nhân Mã. Nhóm máu của ông là nhóm máu B.

Robot chiến đấu của ông là Dừa Song Kiếm (tiếng Trung: 椰子尊- Da Tử Tôn, TIẾNG NHẬT: DATUTO): (Trong các loại robot, chỉ có của 8 thành viên của nhóm Quýt Ú là sử dụng kiếm thần để triệu hồi robot, còn của các người khác thì không). Là robot chiến đấu đầu tiên và duy nhất biết nói (ở phần đầu). Đó là ở lần đầu triệu hồi, Giáo sư Dừa dùng điện thoại gọi cho Dừa Song Kiếm. Ở các tập sau, Dừa Song Kiếm không còn nói nữa.
- Sư phụ Mận (tiếng Trung: 天山果姥- Thiên Sơn Quả Lão, TIẾNG NHẬT: mistress plum-MISTRESS PLUM): Là sư phụ của Sư phụ Măng Cụt. Bà sống ở núi Thiên Sơn. Như đã nói ở trên, vì vừa có tình cảm với Giáo sư Dừa vừa nhận được tình cảm của Chúa tể Thanh Long nên bà phải giả vờ nói rằng đã có người khác để hai người thôi theo đuổi nữa. Bà là người nắm giữ ba thanh kiếm thần còn lại (kiếm Ngạo Tôn, kiếm Phong Ảnh và kiếm Tiên Vân) và trao cho Dâu Con, Đào Tròn và Nho Xinh. Bà sinh ngày 29/9, thuộc cung Thiên Bình, có nhóm máu B.

Robot chiến đấu của bà là Mận Ninja (tiếng Trung: 青梅尊- Thanh Mai Tôn, TIẾNG NHẬT: TOMATO): là robot mang phong cách ninja hoặc bọ ngựa của bà.
- Sư phụ Dưa hấu (tiếng Trung: 英雄- Tây Cương, TIẾNG NHẬT:mistress mellon-MISTRESS MELLON): Là một trong ba sư phụ của nhóm Quýt Ú và Dâu Con. Ông có tình cảm với Sư phụ Măng Cụt và thường hay ganh đua với Sư phụ Chuối (vì ông ấy cũng có tình cảm với Sư phụ Măng Cụt). Ngoài ra, ông là người luôn quan tâm đến học trò của mình, ông dạy cho các học trò cách dùng lực khi chiến đấu để không bị mất sức khi chiến đấu với kẻ thù. Ngoài ra, ông còn là sư đệ của Sư phụ Chuối.

Robot chiến đấu của ông là Dưa Hấu Chùy Vương (tiếng Trung: 西瓜尊- Tây Qua Tôn, TIẾNG NHẬT: TAQATO): Là một robot mang phong cách lực sĩ.
- Sư phụ Chuối (tiếng Trung: 无极- Vô Cực, TIẾNG NHẬT: mistress banana-MISTRESS BANANA): Là một người Thái cực quyền và kiếm pháp. Ông thường hay trổ tài để "lấy điểm" với Sư phụ Măng Cụt. Ông cũng dạy cho các học trò về kĩ thuật chiến đấu để họ rèn luyện mà chiến đấu với kẻ thù.

Robot chiến đấu của ông là Chuối Pháp Sư (tiếng Trung: 香蕉尊- Hương Tiêu Tôn, TIẾNG NHẬT: HUTATO): Một robot có motif võ sĩ Thái cực quyền và kiếm pháp.
- Sư phụ Măng Cụt (tiếng Trung: 夜燕- Dạ Yến, TIẾNG NHẬT: mistress oracle-MISTRESS ORACLE): Cô là một người khá thông minh và xinh đẹp (đến nỗi hai sư phụ Chuối và Dưa Hấu phải tranh giành với nhau). Trong học tập, cô cũng dạy cho các học trò về cách kết hợp sức mạnh của Sư phụ Dưa Hấu và kĩ thuật của Sư phụ Chuối. Ngoài ra, cô cũng dạy cho họ một số mưu mẹo khi chiến đấu với kẻ địch.

Robot chiến đấu của cô là Măng Cụt Đao Vương (tiếng Trung: 山竹尊- San Trúc Tôn, TIẾNG NHẬT: SATUTO): Một robot mang hình tượng nữ chiến binh cầm đao.

### Công xưởng Trái cây / Học viện Ninja

#### Tứ Đại Ác Tặc (Bốn tên nhí nhố)
Thực chất là Tứ Đại Thiên Vương của Thế giới Trái cây. Là bốn tướng lĩnh mạnh nhất của Chúa Tể Thanh Long.
- Lùn Nghịch ngợm (tiếng Trung: 贼眉鼠眼- Tặc Mi Thử Nhãn): Là thành viên yếu nhất trong Tứ Đại Ác Tặc. Từng ước mơ trở thành một tướng cướp tài giỏi ở quê nhà. Nhưng trớ trêu thay khi ở quê nhà hắn không có ai để cướp. Thế là cậu quyết định đi theo Chúa Tể Thanh Long để cùng ông ấy xây dựng sự nghiệp ở tầng thứ sáu. Cậu cũng là người trấn giữ tầng thứ nhất của Hoa Quả Sơn. Cậu có nhóm máu AB.

Cơ giáp của cậu là Vuốt Tử Thần (tiếng Trung: 魔动王- Ma Động Vương): Một cơ giáp có motif là chiến đấu sử dụng vuốt sắc, tên lửa và kì lân, sang phần 2 thì chuyên độn thổ và dùng vuốt đánh cận chiến, phần 3 lại sử dụng kiếm.
- Vua Bóng đêm (tiếng Trung: 认贼作父- Nhận Tặc Tác Phụ): Thuở trước từng là một đại ca xã hội đen nhưng giàu lòng nhân ái. Anh ta bị hiểu lầm là ăn hiếp cụ già khi đang gọt trái cây giúp bà ấy. Thế là anh ngồi tù. Oán hận vì bị hiểu lầm và sỉ nhục, anh cùng với những người khác đi theo Chúa Tể Thanh Long để mong có cơ hội giúp ích cho đời. Anh cũng là người quản lý tầng thứ hai của Hoa Quả Sơn.

Cơ giáp của anh ta là Cá Mập Sát Thủ (tiếng Trung: 海鲨王- Hải Sa Vương): Một cơ giáp có motif là mũi khoan, đinh ba và cá mập.
- Chuyên gia Gây rối (tiếng Trung: 乱臣贼子- Loạn Thần Tặc Tử): Là một người khá đẹp trai. Anh ta từng là một vị quan của triều đình. Nhưng vì người trong triều cho rằng cái tên của anh xấu quá nên đã đuổi hắn ra khỏi cung. Anh ta được coi là người mưu trí và cũng không kém phần độc ác (chỉ sau Võ sư Một mắt). Anh ta chính là người cai trị tầng thứ ba của Hỏa Quả Sơn.

Cơ giáp của anh ở p1 là Trọng Pháo Vương, phần 2 có tên là Kim Bá Vương, phần 3 lại có tên là Kim Phiêu Vương (tiếng Trung: 重炮王- Kim Phiêu Vương): Một cơ giáp có motif là súng bắn pháo và phi tiêu, sang phần 2 và phần 3 thì đơn thuần là cơ giáp chuyên dùng phi tiêu.
- Võ sư Một mắt (tiếng Trung: 天下无贼- Thiên Hạ Vô Tặc): Được coi là "anh cả" của những tên còn lại trong Tứ Đại Ác Nhân. Bề ngoài của anh ta làm cho người ta thấy anh là một người đầy thủ đoạn và ác độc. Nhưng thực tế anh là người yêu chuộng hòa bình và có một trái tim hướng thiện. Trước đây anh ao ước được làm một tên hải tặc cai quản biển cả, nhưng đáng tiếc là cứ mỗi lần lên thuyền là hắn lại bị say sóng. Và rồi, những thuyền viên bỏ đi, bỏ lại anh trên thuyền. Sau đó anh ta trôi dạt đến bờ biển. Anh đi mãi đi mãi rồi tới được Đài sen cầu vồng. Anh ta cùng những người khác thành tâm cầu khẩn muốn được Đài sen Cầu vồng giúp bọn họ hoàn lương. Và sau này anh trở thành vị tướng trung thành và đắc lực nhất của Chúa tể Thanh Long. Anh ta được Giáo chủ Thanh Long giao cho việc cai quản tầng thứ tư của núi Trái Cây. Anh ta sinh ngày 11/11,có nhóm máu AB.

Robot chiến đấu của anh ta là Nắm Đấm Sắt (tiếng Trung: 爆裂王- Bạo Liệt Vương): Một cơ giáp mang chủ đề võ sĩ đấm bốc và súng đại bác. Về căn bản đây là cơ giáp rất mạnh chỉ sau Hỏa Long Vương của Đông Phương Cầu Bại, có thể chiến đấu trên cơ các cá nhân riêng lẻ trong đội Quả bảo đặc công, thậm chí là 1 đấu 3.

#### Thủ Lĩnh
- Chúa tể Thanh Long (tiếng Trung: 东方求败- Đông Phương Cầu Bại): Còn gọi là Giáo chủ Thanh Long. Từng có tình cảm với Sư phụ Mận nhưng không thành. Ông quyết định làm giàu để quên đi mọi chuyện nhưng kết quả ông lại bị phá sản. Quá nhục chí, ông đi đến tầng thứ bảy để tìm Đài sen Cầu vồng để cầu được sự giúp đỡ. Ông gặp được nhóm người của Tứ Đại Ác Nhân và nhận họ vào làm việc cho ông để mong bảo vệ Thế giới Trái Cây. Tuy thấy ông đối xử hơi tàn bạo với những người của mình, nhưng thực ra ông rất quan tâm đến họ. Ông sinh ngày 12/7,có nhóm máu AB.

Robot chiến đấu của ông là Vua Rồng Hủy Diệt (tiếng Trung: 火龙王- Hỏa Long Vương): Một cơ giáp dựa trên chủ đề rồng lửa và súng thần công.

### Con người
- Quy Thái Công (tiếng Trung: 忍者龟太公): Còn gọi là Ninja Rùa. Ông là nhân vật phản diện từ phần cuối của bộ phim trở đi. Ở Thế giới Trái cây, ông lợi dụng Giáo chủ Thanh Long, giả vờ bảo rằng sẽ cứu lấy Thế giới Trái cây nhưng thực chất là đem người dân ở đây qua Thế giới Loài người để phục vụ cho trò chơi Fruit Ninja. Ông thường giả làm bà lão bán hàng rong (sư tổ của Bé Diệu) hay Dung Ma Ma (một thuộc hạ của Giáo chủ Thanh Long) để gây chia rẽ hai bên. Ông sử dụng Ngọc sen cầu vồng để nâng cấp cho Thất Tinh Siêu Robo, dùng công nghệ của con người để giúp Ngũ Quả Sư Phụ tiến hóa và dạy thuật ninja để Hoàng Kim Đại Long thăng cấp. Khi ông bị cuốn vào dòng thời gian thì được cha của ông cứu thoát. Ngoài ra, ông cũng tiết lộ rằng tuy là kẻ độc ác ở Thế giới trái cây nhưng ông là một người cung cấp trái cây cho trẻ em, là người lương thiện ở Thế giới Loài người.

Ở phần 2, ông chiếm lấy Hoàng Kim Đại Long để chiến đấu. Từ các phần sau, ông dùng kĩ thuật ninja với hai cây đao của mình chiến đấu mà không cần dùng cơ giáp.

## Hợp thể Quả Bảo Cơ Giáp
- Thất Tinh Siêu Robo (tiếng Trung: 果宝战神- Quả Bảo Chiến Thần): Là robot hợp thể 7 cỗ máy, bao gồm: Quýt Kiếm Sĩ của Quýt Ú, Thơm Giác Đấu của Thơm Lùn, Táo Thiện xạ của Táo Ngố, Dâu Tây Thợ Săn của Dâu Con, Đào Thích Khách của Đào Tròn, Nho Tia Chớp của Nho Xinh và Pino Do Thám của Bé Điệu và Công Tước Xấu Xa.
- Ngũ Quả Sư Phụ (tiếng Trung: 果元天尊- Quả Nguyên Thiên Tôn): Là robot hợp thể 5 cỗ máy, bao gồm: Dừa Song Kiếm của Giáo sư Dừa, Mận Ninja của Sư phụ Mận, Dưa Hấu Chùy Vương của Sư phụ Dưa Hấu, Chuối Pháp Sư của Sư phụ Chuối và Măng Cụt Đao Vương của Sư phụ Măng Cụt.
- Hoàng Kim Đại Long (tiếng Trung: 魔霸天王- Ma Bá Thiên Vương): Là robot hợp thể 5 cỗ máy, bao gồm: Vua Rồng Hủy Diệt của Chúa tể Thanh Long, Nắm Đấm Sắt của Võ sư Một mắt, Hỏa Pháo Tàn Phá của Chuyên gia Gây rối, Cá Mập Sát Thủ của Vua Bóng Đêm và Vuốt Tử Thần của Lùn Nghịch ngợm.
- Tiểu hợp thể cơ giáp:

Quả Bảo Vũ Giả: Hợp thể do ba cơ giáp Huơng Tranh Chiến Bảo, Ba La Chiến Bảo và Tiểu Quả Chiến Bảo hợp thành trong phần 2.
Quả Bảo Dực Thần: Hợp thể do ba cơ giáp Thảo Môi Chiến Bảo, Mật Đào Chiến Bảo và Bồ Đào Chiến Bảo hợp thành trong phần 2.
Quả Bảo Vũ Dực Giả: Hợp thể của Quả Bảo Vũ Giả và Quả Bảo Dực Thần trong phần 2.

## Tập phim

### Phần tiền truyện
1. Kết nghĩa vườn đào
2. Núi cao còn có núi cao hơn
3. Quỳ Hoa Bảo Điển
4. Một ngày buồn chán
5. Tên cướp tội nghiệp
6. Economic crisis
7. Three swords under the Tianshan Mountains
8. Recognize a thief as father
9. Super undercover
10. Prince charming
11. Love season
12. The shangguan family
13. Wenwu champion
14. Đến Bắc Kinh để kiểm tra
15. Grand challenge
16. Town house cheats
17. Vua hải tặc
18. The rescue corps
19. Căn cứ hải tặc
20. Ai là anh hùng?

### Phần 1
1. Đại Ngục Trái Cây
2. Các sư phụ trổ tài
3. Tai họa khủng khiếp
4. Những thanh kiếm báu
5. Vuốt Tử Thần
6. Bị ép lên núi Trái Cây
7. Robo chiến binh của Táo Ngố
8. Robo chiến binh của Thơm Lùn
9. Tay Kỳ Lân
10. Robo chiến binh của Quýt Ú
11. Bộc lộ tài năng
12. Nhà máy sản xuất nước ép ly ly
13. Phân xưởng sô cô la
14. Nhà máy sản xuất Bánh táo
15. Bánh bông lan mứt dâu
16. Cá Mập Sát Thủ
17. Nhà máy sản xuất sữa đu đủ
18. Nhà máy sản xuất bánh thơm
19. Anh hùng cứu mỹ nhân
20. Hỏa Pháo Tàn Phá
21. Đồng tâm hiệp lực
22. Những trái dưa có hình thù kỳ lạ
23. Tương kế tựu kế
24. Đêm kinh hoàng ở thành phố chuối
25. Người tình trong mộng
26. Nắm Đấm Sắt
27. Thật giả khó lường
28. Vượt ngục
29. Mỹ nhân cứu anh hùng
30. Đại chiến với Vuốt Tử Thần
31. Cuộc gặp trên đỉnh Thiên Sơn
32. Những cô gái Robo Trái Cây
33. Những trái cây tham lam
34. Đu Đủ Bé
35. Con gái nổi giận
36. Robo Trái Cây giả
37. Song kiếm hợp bích
38. Thành thanh long
39. Trở về từ vực thẳm
40. Hồi sinh từ lửa đỏ
41. Nâng cấp Robo Chiến binh
42. Hoàng kim Đại long
43. Kiếm thần thức giấc
44. Thất tinh siêu Robo hợp thể
45. Chính tà quyết đấu
46. Sự thật được phơi bày
47. Sóng gió lại đến
48. Ước mơ của Công tước xấu xa
49. Năng lượng của sự cay đắng
50. Cuộc chiến sinh tử
51. Toàn quân đại bại
52. Đại đoàn viên

### Phần 2
1. Ngày đầu đến trường
2. Học viện Ninja
3. Thuật Ninja vô địch
4. Tuyết rơi tháng Sáu
5. Máy phun sương thần kì
6. Ngọc Sen Tình thương
7. Ngọc Sen trí Tuệ
8. Ngọc Sen Chính nghĩa
9. Quay lại Hoa Quả Sơn
10. Quyết chiến Vuốt Tử Thần
11. Phi trảo phá núi
12. Nâng cấp Táo thiện xạ
13. Tuyết phủ khắp nơi
14. Bao vây thị trấn băng
15. Tái chiến Cá mập Sát thủ
16. Thơm Giác Đấu được nâng cấp
17. Trận địa Nam châm
18. Quýt Ú tỉnh ngộ
19. Hiểm họa Năng lượng Nguyên tử
20. Quýt Kiếm Sĩ được nâng cấp
21. Cạm bẫy trên ốc đảo
22. Anh hùng Công Tước Xấu Xa
23. Robo Trái Cây hồi sinh
24. Kì tích: Ba Robo hợp thể
25. Phá hủy Pháo đài tên lửa
26. Trời tru đất diệt
27. Quay về Thiên Sơn
28. Tuyệt Vọng trên đỉnh Matinh
29. Hành trình mới
30. Tình sâu nghĩa nặng
31. Chiến đấu trên biển băng
32. Dâu Con dũng cảm
33. Bão cát sa mạc
34. Robo Trái Cây thần
35. Trận chiến với Chúa tể Thanh Long
36. Pháo Uyên Ương hồ điệp
37. Đại Vương đồ ăn
38. Hồi sinh từ Trứng vàng
39. Anh hùng trở lại
40. Thuật chiết cành
41. Gặp lại Bé Điệu
42. Robo Hiệp Lữ
43. Bên tình bên nghĩa bên nào nặng hơn
44. Cướp pháp trường
45. Công lao của Cún Cô Đơn
46. Trời long đất lở
47. Ngũ Quả Sư Phụ
48. Trận chiến trên tòa án
49. Ninja Rùa
50. Bảo vệ Hoa Quả Sơn
51. Thất tinh siêu Robo Hoàng Kim
52. Robo Trái Cây vô địch

### Phần 3
1. Đảo ngược thời gian
2. Đánh nhau ở cầu
3. Kết nghĩa vườn đào
4. Chiến đấu với sư phụ Chuối
5. Động Dương hổ điên
6. Ngọa Trùng Sơn Trang
7. Three care toilet
8. Bát Trượng Xà Mâu
9. Thần binh xuất hiện
10. Hải Sa Vương độc ác
11. Thanh Long Nguyệt Đao
12. Bàn mưu chém Băng Sa
13. Lôi Điện Quỷ Hoàn
14. Thần binh Uyên Ương Kiếm
15. Tiêu Hồn Kiếm
16. Di Hình Hoán Ảnh trận
17. Di Hoa Tiếp Mộc
18. Quyết chiến ở đỉnh Quan Độ
19. Không đánh mà thắng
20. Khẩu chiến với Nho sĩ
21. Mỹ nam kế
22. Thuyền cỏ mượn tên
23. Thiếu mỗi gió Tây
24. One to kill three disabilities
25. Hỏa Long Vương vô địch
26. Bại ở Mạch thành
27. Ngàn dặm cưỡi ngựa một mình
28. Qua năm ải đánh bại sáu tướng
29. Lên đường giải cứu
30. Nighttime Tiger
31. Vượt vạn quân cứu bạn hiền
32. Giận giữ đánh bại Chuyên gia Gây rối
33. Kế sách Vườn không nhà trống
34. Tương kế tựu kế
35. Uyên Ương Hồ Điệp pháo
36. Sáng lập nước Thục
37. Bát quái trận
38. Đường Hoa Dung
39. Ma Bá Thiên Vương
40. Cái chết của Tiểu Đinh
41. Gặp lại Tiểu Vi
42. God machine lovers
43. Hiếu nghĩa khó vẹn đôi bên
44. Đội Robo Trái Cây sắp bị tử hình
45. Long hổ tranh đấu
46. Thống nhất ba nước
47. Thế giới bi thảm
48. Vĩnh biệt các anh em
49. Gặp lại Quy Thế Công
50. Bảo vệ Hoa Quả Sơn
51. Hoàng kim hợp thể
52. Trái Cây vô địch

### Phần 4
1. Tam Kiếm Khách Trái Cây
2. Oai là bất chính
3. Nồi lẩu kem
4. Tình cảm giữa trái cây và bọ cạp
5. Tiểu Quả nổi giận
6. Nguy hiểm trong rừng trúc
7. Hai càng sắc như dao
8. Loài vật mạnh nhất
9. Trảm phi tiên một sừng
10. Tuyệt chiêu không thể đưa ra
11. Ác nhân Cốc hiểm sâu
12. Thoát khỏi Ác nhân Cốc
13. Lúc hoạn nạn mới thấy chân tình
14. Triệu ong dụ ác nhân
15. Độ chính xác khác thường
16. Góc không chết ba trăm sáu mươi độ
17. Kích động cơ chuồn chuồn
18. Bóng hồ điệp khắp nơi
19. Bốn lạng kéo cả ngàn cân
20. Cái đầu vẫn mạnh nhất
21. Chính giáo diệt vong
22. Thoát chết
23. Không nên nói chuyện với người lạ
24. Lại vào hang cọp
25. Các môn đệ khó đánh bại
26. Đối tác tốt nhất
27. Lời hứa bồ công anh
28. Khó có được sự hiểu nhau
29. Sự chân thành
30. Mơ tưởng
31. Chúa tể Thanh Long
32. Chiến xa siêu tốc độ
33. Chiến binh Trái Cây
34. Chiến binh Thiên thần Trái Cây
35. Chuyên gia Gây rối bất tử
36. Ninja vô địch
37. Vua Rồng Hủy Diệt vô địch
38. Đệ nhất thiên hạ
39. Hoàng Kim Đại Long
40. Quay lại giang hồ
41. Đệ nhất trại của đỉnh Ác Phong
42. Justice reversal
43. Bản năng anh hùng
44. Liangyi Taiji Sword
45. Grandma Guo is crazy too
46. Wonderful Echo Wall
47. Phục kích
48. Cuộc chiến khắc nghiệt
49. Guobao Ares
50. Ngọn lửa quỷ dữ
51. Thời khắc quyết định
52. Sức mạnh chúng sinh

```
(Các tập phim chưa được dịch sang tiếng Việt. Mời các bạn cùng dịch.)
```

## Diễn viên lồng tiếng
- Quýt Ú (tiếng Trung: 橙留香): Lục Song (tiếng Trung: 陆双)
- Thơm Lùn (tiếng Trung: 菠萝吹雪): Tổ Tình (tiếng Trung: 祖晴)
- Táo Ngố (tiếng Trung: 陆小果): Nguy Tử (tiếng Trung: 巍子)
- Dâu con (tiếng Trung: 上官子怡): Tổ Tình (tiếng Trung: 祖晴)
- Đào Tròn (tiếng Trung: 梨花诗): Lục Song (tiếng Trung: 陆双)
- Nho Xinh (tiếng Trung: 花如意): Đặng Hồng (tiếng Trung: 邓红)
- Công tước Xấu Xa (tiếng Trung: 小果叮): Đặng Hồng(tiếng Trung: 邓红)
- Bé Điệu (tiếng Trung: 菠萝小薇): Liêu Xuân Ngọc (tiếng Trung: 廖春玉)
- Giáo sư Dừa (tiếng Trung: 疯清扬): Lý Đoàn (tiếng Trung: 李团)
- Sư phụ Mận (tiếng Trung: 天山果姥): Đặng Hồng (tiếng Trung: 邓红)
- Sư phụ Dưa Hấu (tiếng Trung: 英雄): Triệu Nhiên (tiếng Trung: 赵然)
- Sư phụ Chuối (tiếng Trung: 无极): Trần Dật (tiếng Trung: 陈秩)
- Sư phụ Măng Cụt (tiếng Trung: 夜燕): Tổ Tình (tiếng Trung: 祖晴)
- Lùn Nghịch ngợm (tiếng Trung: 贼眉鼠眼): Cúc Nguyệt Bân (tiếng Trung: 鞠月斌)
- Vua Bóng Đêm (tiếng Trung: 认贼作父): Trần Dật (tiếng Trung: 陈秩)
- Chuyên gia Gây rối (tiếng Trung: 乱臣贼子): Triệu Nhiên  (tiếng Trung: 赵然)
- Võ sư Một mắt (tiếng Trung: 天下无贼): Lý Đoàn  (tiếng Trung: 李团)
- Chúa Tể Thanh Long (tiếng Trung: 东方求败): Cúc Nguyệt Bân (tiếng Trung: 鞠月斌)
- Quy Thế Công (tiếng Trung: 忍者龟太公): Lý Đoàn (tiếng Trung: 李团)

## Đánh giá
Phim có nội dung hai hước, vui nhộn. Hình ảnh 3D sinh động. Được lọt vào Top 10 các bộ phim hoạt hình hay nhất ở Trung Quốc. Với nội dung đa dạng ở các phần, cốt truyện hay về đề tài. Bộ phim được nhiều khán giả nhí yêu thích.
Tuy nhiên ở Việt Nam, bộ phim bị coi là có nhiều mặt tiêu cực, phim với lời thoại nhạt nhẽo, kích động, yêu đương... không phù hợp với đối tượng là trẻ nhỏ. Mặt khác, phim được lợi dụng để quảng cáo đồ chơi mà không biết những loại đồ chơi này có chính hãng không, có nguồn gốc rõ ràng hay không.

## Bài hát

### Phần 1
Những Robo Trái Cây (tiếng Trung: 果宝特攻)

### Phần 2 và Phần 3
Đội Trái Cây Đặc Nhiệm (tiếng Trung: 疯狂果宝)

#### Tác giả
Vương Nguy (tiếng Trung: 王巍)

#### Thể hiện
Trần Khiết Lệ (tiếng Trung: 陈洁丽)